# 찐깐 (6대)
찐깐(베트남어: Trịnh Căn / 鄭根 정근, 1633년 7월 18일(음력 6월 13일) ~ 1709년 6월 17일(음력 5월 10일))은 대월 후 레 왕조의 정치인, 찐 주의 제6대 왕(재위: 1682년 ~ 1709년)이다. 봉호는 정남왕(베트남어: Định Nam Vương / 定南王)이다.

## 생애
득롱 5년 6월 13일(1633년 7월 18일), 찐딱의 넷째 아들로 태어났다.
틴득 4년(1656년) 6월, 부도장(副都將) 겸 태보(太保) 겸 부군공(Phú Quận Công/富郡公)으로 진봉되었고, 좌국영(佐國營)을 설치하였으며, 군대를 거느리고 예안처(乂安處)으로 나아가 응우옌 주의 군대와 교전하였다.
틴득 5년(1657년) 5월, 무치예안(撫治乂安, 예안을 위무하고 다스리는 직책)을 겸했고, 태부(太傅)로 승진하였다.
빈토 3년(1660년) 12월, 흠차절제각처수보제영(欽差節制各處水步諸營) 겸 총정병(總政柄) 겸 태위(太尉) 겸 의국공(Nghi Quốc Công/宜國公)으로 진봉되었고, 이국부(理國府)를 설치하였다.
즈엉득 원년(1672년) 6월, 찐딱의 명을 받들어 군사를 이끌고 응우옌 주를 쳤다.
즈엉득 3년 7월 18일(1674년 8월 19일), 원수(元帥) 겸 전국정(典國政) 겸 정남왕(Định Nam Vương/定南王)으로 진봉되었다.
찐호아 3년 8월 23일(1682년 9월 24일), 찐딱이 죽자 뒤를 이었다.
찐호아 5년(1684년) 10월, 대원수(大元帥) 겸 총국정(總國政) 겸 상성부사(上聖父師) 겸 성공인명위덕정왕(盛功仁明威德定王)으로 진봉되었다.
찐깐의 통치 기간에 찐-응우옌 분쟁은 이미 끝이 난 상태였다. 이로써 찐깐은 행정 개혁에 힘을 쏟아 정기적인 심사를 통해 관직을 임명하고 면직하였다. 동시에 법률을 개혁하여 민중들이 도박하는 것을 금지시켰다. 찐깐의 치세 아래 찐 주가 지배하던 후 레 왕조의 북방 지역은 부흥하기 시작했다. 《대월사기전서》에 따르면 당시를 "기강이 떨쳐 일어났고, 상벌은 엄격하고 밝았으며, 공격은 맡은 직분이 많았고, 백관이 법을 받들었고, 서민들은 생업에 편안히 종사하였으니, 빈찌와 찐호아 시기의 정치는 중흥(中興)의 첫머리라 이름 얻었다."라고 일컬었다.
찐호아 15년(1694년) 7월, 란쌍 왕국의 왕 수리냐 봉사(Sourigna Vongsa)가 병사하자 란쌍은 내전이 일어났다. 찐깐은 이를 틈타 란쌍을 공격했다. 찐 주와 아유타야 왕조의 무력 개입 아래 란쌍 왕국은 3개의 소국으로 분열되었고, 모두 찐 주와 아유타야 왕조에 동시에 조공하였다.
빈틴 2년(1706년) 4월, 찐깐이 레 희종을 핍박하여 퇴위하도록 하였고, 레 유종이 뒤를 이었다.
빈틴 5년 5월 10일(1709년 6월 17일), 찐깐이 병사하니, 향년 77세(만 75세)이다. 시호를 융단(Dung Đoạn/融斷), 묘호를 소조(Chiêu Tổ/昭祖)라고 하였고, 강왕(Khang Vương/康王)으로 존봉하였다. 찐 주의 왕들이 대대로 미자(美字)를 더하여 최종적으로 홍유신지웅재선의부도립정연의신지성무문공승렬현모감헌병철보국수방광전진후제치수준성업대공회강진기수내녕외강왕(洪猷神智雄才宣義敷道立政淵懿神智聖武文功承烈顯謨監憲秉哲保國綏方光前振後制治垂準盛業大功恢綱振紀綏內寧外康王)이 되었다.

## 가족 관계

### 조부모와 부모
- 조부 : 문조(베트남어: Văn Tổ / 文祖) 의왕(베트남어: Nghị Vương / 誼王) 찐짱(베트남어: Trịnh Tráng / 鄭梉 정장)
- 조모 : 자훤태비(베트남어: Từ Huyên Thái Phi / 慈萱太妃) 쩐 티 응옥다이(베트남어: Trần Thị Ngọc Đài / 陳氏玉臺 진씨옥대)
- 부친 : 홍조(베트남어: Hoằng Tổ / 弘祖) 양왕(베트남어: Dương Vương / 陽王) 찐딱(베트남어: Trịnh Tạc / 鄭柞 정작)
- 모친 : 자우태비(베트남어: Từ Hựu Thái Phi / 慈佑太妃) 부 티 응옥호앙(베트남어: Vũ Thị Ngọc Hoàng / 武氏玉黃 무씨옥황)

### 후비
| 봉호        | 시호                                     | 이름 (성씨)                                                   | 별칭  | 생몰년도 | 국구 (장인/장모) | 비고  |
| ----------- | ---------------------------------------- | ------------------------------------------------------------- | ----- | -------- | ---------------- | ----- |
| 현비 (賢妃) | 자신현비 (Từ Thận Hiền Phi /慈愼賢妃)    | 응우옌 티 응옥풍 (Nguyễn Thị Ngọc Phụng /阮氏玉鳳 /완씨옥봉)  |       |          |                  |       |
| 숙비 (淑妃) | 묘미숙비 (Diệu Mỹ Thục phi /妙美淑妃)    | 팜 티 응옥꾸옌 (Phạm Thị Ngọc Quyền /范氏玉(日+卷) /범씨옥권) | [ 1 ] |          | [ 2 ]            |       |
| 순비 (順妃) | 묘정순비 (Diệu Tĩnh Thuận phi /妙靜順妃) | 응오 티 응옥우옌 (Ngô Thị Ngọc Uyên /吳氏玉淵 /오씨옥연)      |       |          | [ 3 ]            | [ 4 ] |

### 왕자
| - | 봉호                             | 시호 | 이름                             | 생몰년도        | 생모                    | 별칭  | 비고               |
| - | -------------------------------- | ---- | -------------------------------- | --------------- | ----------------------- | ----- | ------------------ |
| 1 | 양군공 (Lương Quận Công /良郡公) |      | 찐빈 (Trịnh Vĩnh /鄭栐 /정영)    | 1651년 ~ 1678년 | 묘미숙비 팜 티 응옥꾸옌 | [ 5 ] | 찐 주의 추존 군주. |
| 2 | 겸군공 (Khiêm Quận Công /謙郡公) |      | 찐주옌 (Trịnh Duyện /鄭椽 /정연) | ? ~ 1687년      |                         |       |                    |
| 3 | 제군공 (Đề Quận Công /提郡公)    |      | 찐응우 (Trịnh Ngũ /鄭閏 /정윤)   |                 |                         |       |                    |

### 왕녀
| - | 봉호                   | 시호 | 이름                                                    | 생몰년도 | 생모 | 부마  | 별칭 | 비고 |
| - | ---------------------- | ---- | ------------------------------------------------------- | -------- | ---- | ----- | ---- | ---- |
| 1 | 군주 (Quận Chúa /郡主) |      | 찐 티 응옥라이 (Trịnh Thị Ngọc Lai /鄭氏玉棶 /정씨옥래) |          |      | [ 6 ] |      |      |
| 2 | 군주 (Quận Chúa /郡主) |      | 찐 티 응옥캉 (Trịnh Thị Ngọc khang /鄭氏玉槺 /정씨옥강) |          |      | [ 7 ] |      |      |
| 3 | 군주 (Quận Chúa /郡主) |      | 찐 티 응옥란 (Trịnh Thị Ngọc Lan /鄭氏玉欄 /정씨옥란)   |          |      | [ 8 ] |      |      |

## 같이 보기
- 후 레 왕조